# Rakel (Bibeln)

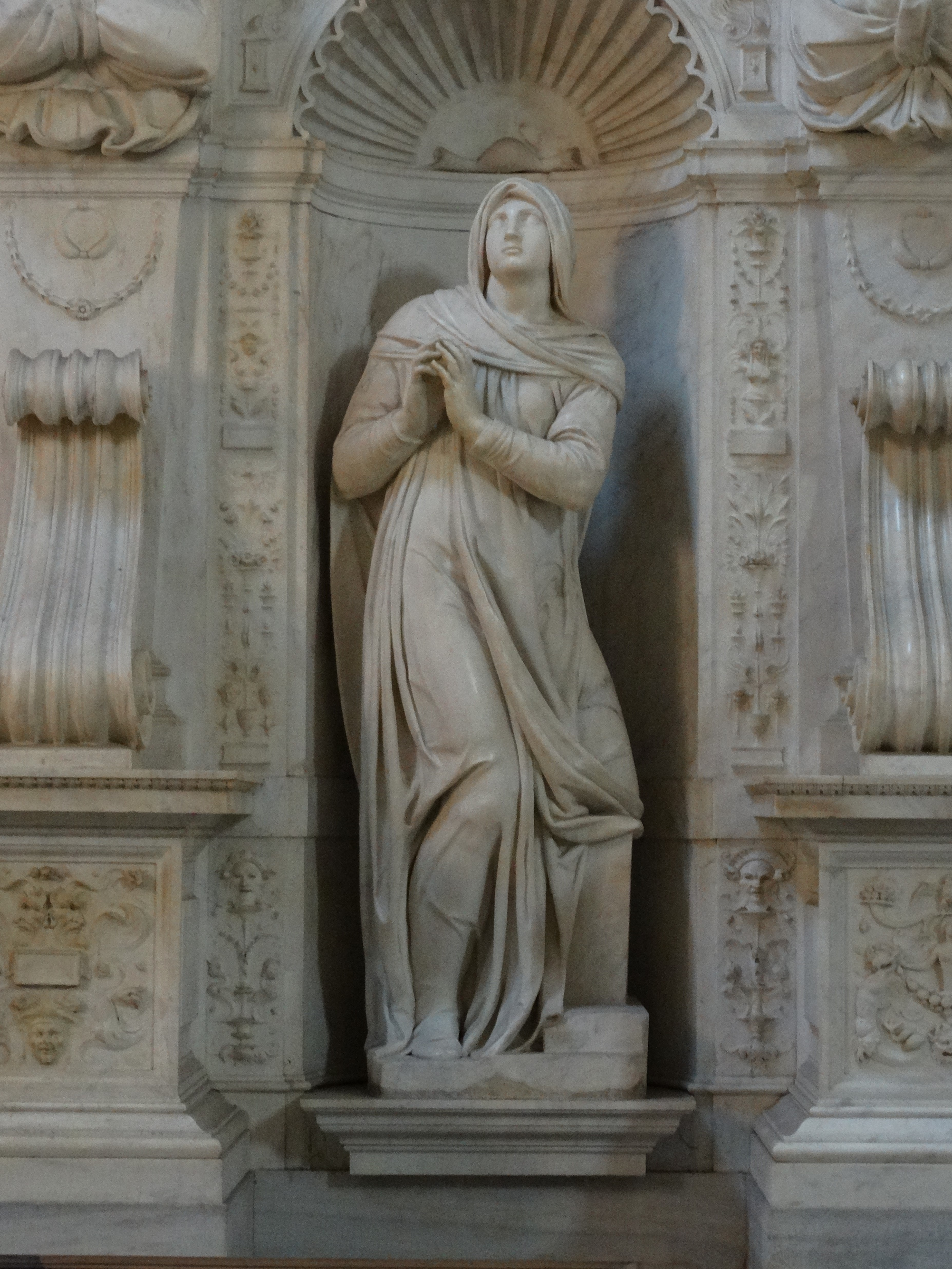
Rakel av Michelangelo.

Rakel (hebreiska: רחל, transkriberas Rachel eller Rahel) var enligt Bibeln dotter till Laban, syster till Lea, brorsdotter till Rebecka, kusin och hustru till Jakob och moder till Josef och Benjamin.
I den berättelse i Första Moseboken i vilken Rakel förekommer, kommer Isaks son Jakob till sin morbror Laban för att undkomma sin bror Esau, vars förstfödslorätt han lurat till sig. När Jakob befinner sig hos Laban blir han förälskad i dennes dotter Rakel, och blir lovad att få gifta sig med henne mot en hemgift bestående av sju års arbete för morbrodern. När så vigseln är avklarad visar det sig dock att det är Rakels syster Lea som döljer sig bakom slöjan – det hade nämligen varit en skam för henne om den yngre systern blivit gift först. Mot ytterligare sju års arbete får Jakob dock vid samma tillfälle även Rakel till hustru. Då det är Rakel Jakob är förälskad i, kommer han att gynna dennas äldste son Josef framför sina övriga söner, födda av Lea och av tjänstekvinnor. Detta leder till osämja mellan bröderna, och ytterst till att Josef av sina äldre bröder säljs som slav till Egypten, dit långt senare hela familjen följer efter.
Rakels grav anses ligga i närheten av Betlehem.